# Johann Georg Olbers
Johann Georg Olbers (* 7. September 1716 in  Oese, heute Ortsteil von Basdahl; † 20. Dezember 1772 in Bremen) war ein deutscher Theologe und Bremer Domprediger.

## Biografie
Olbers war der Sohn eines Pastors. 1747 heiratete er Anna Maria Vogt (1728–1798), die Tochter des Dompredigers Johann Vogt. Aus dieser Ehe sind sechzehn Kinder hervorgegangen, von denen neun das Kindesalter überlebten, darunter der bekannte Arzt und Astronom Heinrich Wilhelm Olbers (1758–1840).
Olbers absolvierte das Athenaeum Stade und studierte Theologie an der Universität Rostock und der Universität Göttingen. Er promovierte in Rostock. Danach war er als Hauslehrer tätig. 1742 wurde er dann Subrektor der Domschule Bremen. 1747 wurde er zum Pastor ordiniert und übernahm die Kirchengemeinde von Arbergen. 1760 erfolgte seine Berufung zum Dompastor am Bremer St. Petri Dom, an dem bereits sein Schwiegervater und dessen Bruder Wolbrand Vogt amtierten. Er und seine Ehefrau wurden im Bremer Dom beigesetzt.

## Schriften
Olbers verfasste mehrere theologische Schriften, Nachrufe und Predigten. An dem Kartenwerk zum Gogericht von Achim wirkte er mit.